# Crow Agency (Montana)
Crow Agency es un lugar designado por el censo ubicado en el condado de Big Horn en el estado estadounidense de Montana. En el Censo de 2010 tenía una población de 1616 habitantes y una densidad poblacional de 85,4 personas por km².

## Geografía
Crow Agency se encuentra ubicado en las coordenadas 45°36′10″N 107°27′33″O / 45.60278, -107.45917. Según la Oficina del Censo de los Estados Unidos, Crow Agency tiene una superficie total de 18.92 km², de la cual 18.92 km² corresponden a tierra firme y (0%) 0 km² es agua.

## Demografía
Según el censo de 2010, había 1616 personas residiendo en Crow Agency. La densidad de población era de 85,4 hab./km². De los 1616 habitantes, Crow Agency estaba compuesto por el 1.98% blancos, el 0% eran afroamericanos, el 96.72% eran amerindios, el 0% eran asiáticos, el 0% eran isleños del Pacífico, el 0.06% eran de otras razas y el 1.24% pertenecían a dos o más razas. Del total de la población el 1.05% eran hispanos o latinos de cualquier raza.

## Localidades adyacentes
El siguiente diagrama muestra  las localidades más próximas a Crow Agency.